# Thaís Fersoza
Thaís Fersoza, all'anagrafe Thaís Cristina Soares dos Santos (1984), è un'attrice e conduttrice televisiva brasiliana.

## Biografia
Ha esordito come attrice nel 1997 presso TV Globo, a tredici anni, nella soap opera Malhação. In seguito è apparsa nella telenovela Corpo Dourado e nel 1999 è ritornata nel cast della soap opera, ma con un personaggio diverso. Nel 2001 ha lavorato nella telenovela O Clone. 
Nel 2005 è stata scelta dalla SBT per impersonare la protagonista nella telenovela Os Ricos Também Choram, remake brasiliano di Anche i ricchi piangono. Questa interpretazione ha reso enormemente popolare l'attrice. Nel 2006 Thaís Fersoza è passata a Rede Record, per la quale ha lavorato in diverse telenovelas, specializzandosi nei ruoli di antagonista. Sempre nel 2006 ha intrapreso la carriera cinematografica.
Nel 2016 ha dato volto alla malvagia Maria Isabel nella telenovela Escrava Mãe, telenovela di grande successo in Brasile e all'estero, che ha anche vinto alcuni premi. 
Sempre nel 2016 è apparsa nel videoclip di Chocolate Quente, un brano di suo marito, il cantante Michel Teló: l'attrice era in avanzato stato di gravidanza. 
Thaís Fersoza ha condotto diversi programmi televisivi, in particolare reality show e talent show.

## Vita privata
Nel 2009 si è sposata con l'attore Joaquim Lopes dopo alcuni anni di fidanzamento, ma il matrimonio è durato appena una settimana: i due infatti hanno rotto il rapporto mentre erano in luna di miele  . Nel 2014 Thaís Fersoza è passata a nuove nozze con Michel Teló. La coppia ha due figli: una femmina, Melinda, nata nel 2016, e un maschio, Teodoro, nato nel 2017.